# Museo de Zoología de la Universidad de Cambridge
El Museo de Zoología de la Universidad de Cambridge (Cambridge University Museum of Zoology) es, como su nombre lo indica, un museo dependiente de la Universidad de Cambridge, y que forma parte del área de aplicación de las investigaciones desarrolladas por el Departamento de Zoología de esa institución. En el mismo se alberga una amplia colección de material científico de gran relevancia para el estudio de la zoología y otras disciplinas de las ciencias naturales. El material recopilado en el interior de este museo ha sido reconocido por el Consejo de Museos, Bibliotecas y Archivos de Inglaterra (Museums, Libraries and Archives Council) por encontrárselo de gran importancia histórica e internacional y por la riqueza y diversidad de los ejemplares allí expuestos.

## Historia

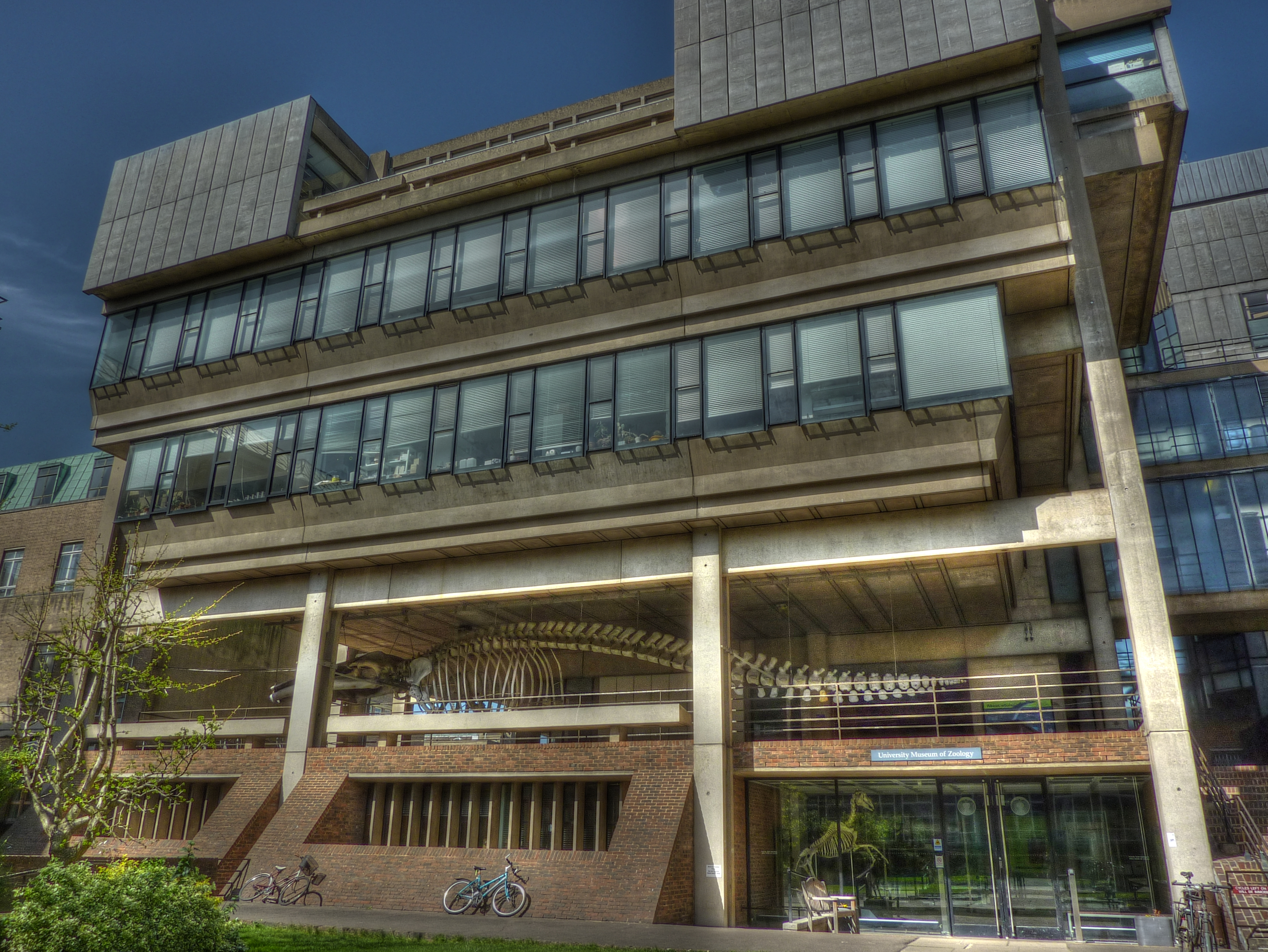
Fachada de Museo de Zoología de la Universidad de Cambridge

Gran parte de los ejemplares que se encuentran en exhibición y a resguardo del museo proceden de las importantes expediciones organizadas con el fin de recolectar especímenes de valor científico y desarrolladas a lo largo del siglo XIX. Los primeros objetos que fueran expuestos en el interior del museo proceden de la colección de anatomía de Harwood, la que fuera adquirida por la Universidad de Cambridge en 1814. A lo largo de la decimonovena centuria, el museo ha adquirido otras colecciones, que han ampliado el acervo institucional, como las aves de William Swainson y los animales de la Sociedad Filosófica de Cambridge (a esta última, habían contribuido con aportes no menores, importantes naturalistas como Charles Darwin y Leonard Jenyns).
Algunos de los directores que han administrado el museo a lo largo de su rica historia son William Clark, John Willis Clark, Sidney Frederic Harmer, Reginald Crundall Punnett y Leonard Doncaster.
El museo fue trasladado a su emplazamiento actual entre 1968 y 1970, un edificio mucho más acorde a los fines de exhibición de la enorme colección que la ubicación original. Además, posee cinco grandes depósitos donde se guarda el material fuera de exposición.

## Colecciones del museo
Una significativa parte de las colecciones que se encuentran en el Museo de Zoología de la Universidad de Cambridge, fueron recolectadas en el transcurso del siglo XIX, en el que fue un período clave en el desarrollo de la biología moderna. Una enorme porción del material a disposición del museo fue acumulado entre 1865 y 1915, como resultado de donaciones y adquisiciones de colecciones privadas y de la recolección efectuada a través de expediciones de carácter científico en diferentes partes del planeta. La riqueza de las colecciones presentes en el museo es una de las razones por las cuales Cambridge haya sido, a lo largo de su historia, un más que importante centro en el desarrollo de la ciencia biológica, atrayendo, para sus investigaciones, a eruditos varios.